# Juniorvärldsmästerskapen i alpin skidsport 2020
Juniorvärldsmästerskapen i alpin skidsport 2020 hölls mellan den 7 och 11 mars 2020 i Narvik, Norge. Mästerskapen var de 39:e i ordningen. Delar av mästerskapet blev inställt på grund av covid-19-pandemin.

## Resultat

### Herrar
| Gren        | Guld                                   | Guld                                   | Silver                                 | Silver                                 | Brons                                  | Brons                                  |
| Störtlopp   | Alexis Monney Schweiz                  | 1.02,38                                | Simon Talacci Italien                  | 1.02,55                                | Stefan Rieser Österrike                | 1.02,61                                |
| Super-G     | Stefan Rieser Österrike                | 1.06,47                                | Armin Dornauer Österrike               | 1.06,98                                | Yannick Chabloz Schweiz                | 1.07,01                                |
| Storslalom  | Inställd på grund av covid-19-pandemin | Inställd på grund av covid-19-pandemin | Inställd på grund av covid-19-pandemin | Inställd på grund av covid-19-pandemin | Inställd på grund av covid-19-pandemin | Inställd på grund av covid-19-pandemin |
| Slalom      | Inställd på grund av covid-19-pandemin | Inställd på grund av covid-19-pandemin | Inställd på grund av covid-19-pandemin | Inställd på grund av covid-19-pandemin | Inställd på grund av covid-19-pandemin | Inställd på grund av covid-19-pandemin |
| Kombination | Inställd på grund av covid-19-pandemin | Inställd på grund av covid-19-pandemin | Inställd på grund av covid-19-pandemin | Inställd på grund av covid-19-pandemin | Inställd på grund av covid-19-pandemin | Inställd på grund av covid-19-pandemin |

### Damer
| Gren        | Guld                                   | Guld                                   | Silver                                 | Silver                                 | Brons                                  | Brons                                  |
| Störtlopp   | Magdalena Egger Österrike              | 1.03,87                                | Lisa Grill Österrike                   | 1.03,96                                | Monica Zanoner Italien                 | 1.04,53                                |
| Super-G     | Magdalena Egger Österrike              | 1.08,10                                | Lisa Grill Österrike                   | 1.08,38                                | Karen Smadja-Clément Frankrike         | 1.08,39                                |
| Storslalom  | Sara Rask Sverige                      | 2.04,91                                | Neja Dvornik Slovenien                 | 2.05,39                                | Kaja Norbye Norge                      | 2.05,53                                |
| Slalom      | Inställd på grund av covid-19-pandemin | Inställd på grund av covid-19-pandemin | Inställd på grund av covid-19-pandemin | Inställd på grund av covid-19-pandemin | Inställd på grund av covid-19-pandemin | Inställd på grund av covid-19-pandemin |
| Kombination | Magdalena Egger Österrike              | 1.39,23                                | Lisa Grill Österrike                   | 1.39,76                                | Keely Cashman USA                      | 1.40,33                                |

### Lagtävling
| Gren       | Guld                                   | Guld                                   | Silver                                 | Silver                                 | Brons                                  | Brons                                  |
| Lagtävling | Inställd på grund av covid-19-pandemin | Inställd på grund av covid-19-pandemin | Inställd på grund av covid-19-pandemin | Inställd på grund av covid-19-pandemin | Inställd på grund av covid-19-pandemin | Inställd på grund av covid-19-pandemin |

### Medaljtabell
*   Värdland ( Norge)
| Nr                  | Nation              | Guld | Silver | Brons | Totalt |
| ------------------- | ------------------- | ---- | ------ | ----- | ------ |
| 1                   | Österrike (AUT)     | 4    | 4      | 1     | 9      |
| 2                   | Schweiz (SUI)       | 1    | 0      | 1     | 2      |
| 3                   | Sverige (SWE)       | 1    | 0      | 0     | 1      |
| 4                   | Italien (ITA)       | 0    | 1      | 1     | 2      |
| 5                   | Slovenien (SLO)     | 0    | 1      | 0     | 1      |
| 6                   | Frankrike (FRA)     | 0    | 0      | 1     | 1      |
| 6                   | Norge (NOR)*        | 0    | 0      | 1     | 1      |
| 6                   | USA (USA)           | 0    | 0      | 1     | 1      |
| Totalt (8 nationer) | Totalt (8 nationer) | 6    | 6      | 6     | 18     |